# La Crim'
Pour les articles ayant des titres homophones, voir La Crime et Lacrim.
 (novembre 2018).
Si vous disposez d'ouvrages ou d'articles de référence ou si vous connaissez des sites web de qualité traitant du thème abordé ici, merci de compléter l'article en donnant les références utiles à sa vérifiabilité et en les liant à la section « Notes et références ».
La Crim’ est une série télévisée française créée par Jeffrey Frohner et Martin Brossollet, diffusée du 11 juin 1999 au 31 mars 2006 sur France 2 et rediffusée sur NRJ 12, TMC, TV Breizh, Série Club et sur RTL9 dès le 19 juin 2017.
Au Québec, elle a été diffusée à partir du 8 janvier 2001 à Séries+, et en Belgique sur AB4 et La Une.

## Synopsis
Une équipe de flics de la brigade criminelle de Paris mène l'enquête au 36, quai des Orfèvres. À la tête du groupe, le commandant Françoise Galliot, une femme autoritaire d'apparence très froide mais qui est en réalité fragile. Sous ses ordres, le capitaine Jean-Louis Scandella, son second de groupe et un de ses amis intimes, le commandant Michel Lemarchand, procédurier du groupe Galliot, le capitaine Paul Moreau, meilleur ami de Scandella, le lieutenant Alexandre Siskowski, le plus jeune parmi les hommes et aussi le plus sensible, et le lieutenant Caroline Tessier, jeune femme issue d'un milieu aristocratique et nouvelle recrue. 
Au cours des saisons, l'équipe de base va considérablement changer. En effet, Caroline Tessier se fera assassiner alors qu'elle avait commencé une relation amoureuse avec Scandella. C'est le lieutenant Fabienne Berger qui la remplacera. Puis Galliot décidera de se faire muter à la direction centrale pour pouvoir s'occuper plus de son neveu et filleul ainsi que de son bébé qui doit naître prochainement. Pour la remplacer : le commandant Hélène Vallon, amie de longue date de Scandella avec qui elle va entretenir une liaison par la suite, mais au moment où ils devaient s'installer ensemble, Vallon est promue commissaire à Lyon. Dans le même temps, Paulo partira à Bordeaux. Mais un peu plus tôt, Berger est remplacée par Fred qui elle-même est remplacée par Florence Bailly.
D'autres personnages viendront combler les rangs de la Crim' comme Nina Lefèvre, Anna Louviers ou encore Jeanne Roussel.

## Distribution
- Clotilde de Bayser : Commandant Françoise Galliot (1999-2001, épisodes 1-24)
- Isabel Otero : Commandant Hélène Vallon (2002-2004, épisodes 25-54)
- Dominique Guillo : Lieutenant puis Capitaine Alexandre Siskowski (alias Sisko)
- Didier Cauchy : Capitaine puis Commandant Jean-Louis Scandella
- Jean-François Garreaud : Commandant Michel Lemarchand
- Vanessa Lhoste : Lieutenant Fabienne Berger (2001-2002, épisodes 14-36)
- Alexandra London : Capitaine Florence Bailly
- Teco Celio : Capitaine Paul Moreau (1999-2002)
- Agathe de La Boulaye : Lieutenant Caroline Tessier (de la Ribaudière) (1999-2001, épisodes 1-13)
- Isabelle Tanakil : La substitut (2004-2006, 16 épisodes)

De nombreux acteurs ont participé à la série, parmi lesquels :
- Ariel Besse : Mylène Farbre dans Sans concession (2004)
- Éva Darlan : Mireille Maizières dans Derriere le miroir (2003)
- Jean-Claude Dauphin : Redowitz dans Enfance volée (2004)
- Philippe Étesse : Daro dans L’affaire Scandella (2003)
- Andréa Ferréol : Gwendoline Colbert dans Meurtre sous influence (2004)
- Claude Jade : Armande de Montcourtet dans Le secret (2004)
- Viktor Lazlo : Stéphanie Cornel dans Mort d’homme (2003)
- Manuela Lopez : Lonny dans Magie noire (2002)
- Laure Marsac  : Sophie Villiers dans Sans concession (2004)
- Philippe Morier-Genoud : Professeur Chalvon dans Un crime virulent (2003)
- Philippe Nahon : Breton dans La part du diable (2004)
- Christian Vadim : Stéphane Marois dans L’intox (2005)
- Claire Nebout : Commandant Jeanne Roussel (dernière saison, épisodes 73-78)
- Stéphanie Pasterkamp : Nathalie Scandella
- Maureen Dor : Lieutenant Fred Höffenschnistler (épisodes 37-48)
- Rosemarie La Vaullée : Capitaine Anna Louviers
- Thomas Chabrol : Docteur Bruno Salinas
- Anne Charrier : Lieutenant Nina Lefèvre
- Marc Samuel : Chautemps
- Linda Bouhenni
- Virgile Bayle
- Christian Morin
- Patrice Valota : Gilles Monin
- Jérôme Hardelay : (saison 4, épisodes 9-12)
- Nicolas Abraham : Jacques Portal (saison 8)

## Épisodes

### Première saison (1999)
1. La Part du feu
2. Mort d'un peintre
3. Ad patres
4. Le Saigneur
5. Le Serpent
6. Tripes de Louchebem

### Deuxième saison (2000)
1. Meurtre au lavage
2. Mort d'un prince
3. Les Yeux ouverts
4. Le Masque rouge
5. L'Oiseau fou
6. Ramsès
7. L'Affaire Caroline
8. Manège mortel
9. Le Ressuscité
10. La Piste aux étoiles
11. L'Épine des roses
12. Éducation surveillée

### Troisième saison (2001)
1. Quartier réservé
2. Trans-Europe-Express
3. Le Sang d'une étoile
4. Mort au rat
5. Meurtre chez les baveux
6. Meurtre à facettes

### Quatrième saison (2002)
1. Contretemps
2. Le Dernier convoi
3. Le Cadavre introuvable
4. Conjonction meurtrière
5. Post-mortem
6. L'Envers du décor
7. Magie noire
8. Destins croisés
9. Meurtre dans un jardin français
10. Le Syndrome d'Asperger
11. Hammam
12. Meurtre.com

### Cinquième saison (2003)
1. L'affaire Scandella
2. Un crime virulent
3. Camille
4. Le Syndrome de Korsakov
5. Dies irae
6. Jeu d'enfant
7. Mort d'un héros
8. L'Âme du violon
9. Délit d'amour
10. Hache de guerre
11. Sacrifice
12. Derrière le miroir

### Sixième saison (2004)
1. Ivresse mortelle
2. Le Secret
3. Sans concession
4. Jugement dernier
5. Enfance volée
6. Meurtre sous influence
7. M.E.
8. Room sévice
9. Skin
10. Confusion des genres
11. La part du diable
12. Dérapages

### Septième saison (2005)
1. Condamné à vie
2. L'Intox
3. Taxi de nuit
4. Enquête d'amour
5. Camarade P38
6. Le Jour des morts
7. Douleur assassine
8. Au nom du père
9. Une mort pour une autre
10. Le Four
11. Effets secondaires
12. Crime de sang

### Huitième saison (2006)
1. Mort d'un homme
2. Le goût du crime
3. Esprit d'entreprise
4. Duel
5. N.I.
6. Noces rouges

## Commentaires
Lors de son lancement, le vendredi 11 juin 1999, la série était confrontée à Drôle de zapping sur TF1 (Ness, Genie Godula et Emmanuelle Gaume) et Graines de star junior sur M6 (Laurent Boyer). Ce soir-là, 4,8 millions de français ont découvert la série, soit 23,2 % du public. TF1 menait la danse avec 6,2 millions de téléspectateurs. France 2 a terminé la soirée à la deuxième place. La fiction a ensuite connu le succès, avec des scores au-delà de 5 millions de fidèles en moyenne.